# فرانك رانكين
فرانك رانكين هو لاعب هوكي الجليد كندي، ولد في 1 أبريل 1891 في ستراتفورد في كندا، وتوفي في 23 يوليو 1932.

## وصلات خارجية
- فرانك رانكين على موقع EliteProspects.com (الإنجليزية)
- فرانك رانكين على موقع Hockey-Reference.com (الإنجليزية)